# Swiss Open Gstaad 2023
Swiss Open Gstaad 2023 — тенісний турнір, що проходив на ґрунтових кортах у місті Гштаад, Швейцарія з 17 до 23 липня. Належав до категорії ATP 250.

## Фінальна частина

### Одиночний розряд
Педро Качін —  Альберт Рамос Віньолас 3–6, 6–0, 7–5

### Парний розряд
Домінік Штрікер /  Стен Вавринка —  Марсело Демолінер /  Матве Мідделкоп 7–6(10–8), 6–2